# 三浦豪太
三浦 豪太（みうら ごうた、1969年8月10日 - ）は、日本のプロスキーヤー、登山家、実業家。博士（医学）（順天堂大学）取得者である。身長166cm。愛称は「ゴンちゃん」。三浦雄一郎の次男、山岳スキーヤーの三浦敬三は祖父。
1994年リレハンメルオリンピック・1998年長野オリンピックフリースタイルスキー競技男子モーグル日本代表選手。神奈川県鎌倉市生まれ。東京都老人科学研究所研究員、国士舘大学ハイテクリサーチセンター研究員。ワオ係数の提唱者である。2014年ソチオリンピックでは、スキークロスをはじめとしたフリースタイルスキーでの独特の解説が「詳しすぎる解説」として話題になる。
2025年現在はリゾート開発を手掛ける「北海道グローバル」社の社長を務め、旭川市のカムイスキーリンクス（神居山）周辺にホテル・コテージなどを含めたスキーリゾートを開設する事業を進めている。

## 経歴
- 1981年 アフリカキリマンジャロ（5895m）を最年少（11歳）で登頂[3]。
- 1983年 アメリカ留学。
- 1988年 ユタ州ローランドホール学院を卒業（首席）。ユタ大学入学。
- 1991年 全日本フリースタイル・チーム。
- 1994年 リレハンメルオリンピック 27位（予選敗退）。
- 1995年 ラクルーザ世界選手権（フランス）14位。W杯総合 46位。
- 1996年 ワールドカップ総合 17位。
- 1997年 世界選手権長野大会 26位。ワールドカップ総合 28位。
- 1998年 長野オリンピック 13位（23.06点）。W杯総合 36位。
- 2001年 ユタ大学スポーツ生理学部卒業。ミウラ・ドルフィンズ入社。ヒマラヤアイランドピーク（6152m）登頂。
- 2002年 ヒマラヤチョ・オユー（8201m）登頂。2002年ソルトレークシティオリンピック・モーグルテレビ番組解説者。
- 2003年 世界最高峰エベレスト（8848m）登頂、初の日本人親子同時登頂記録達成。
- 2004年 モーグル選手として大会に復帰。成田童夢（スノーボードハーフパイプ選手）のトレーナー。
  - ヒマラヤシシャパンマ中央峰（8008m）登頂。
- 2006年 トリノオリンピック・モーグルテレビ番組解説者。
- 2012年 順天堂大学大学院医学研究科加齢制御医学講座後期博士課程修了。博士論文「Heme Oxygenase-1 (HO-1) is constitutively up-regulated in top alpinist （高所登山家におけるヘムオキシゲナーゼ1の発現解析）」を順天堂大学へ提出し博士 (医学)の学位を取得。
- 2014年 ソチオリンピック・フリースタイルスキー各競技ジャパンコンソーシアム解説者。
- 2015年 テレビ東京スノーボード＆フリースタイルスキー世界選手権解説者
- 2017年 テレビ東京スノーボード＆フリースタイルスキー世界選手権解説者
- 2018年 平昌オリンピックフリースタイルスキー各競技・開会式（ラジオ）解説者
- 2019年1月21日、南米最高峰アコンカグア（6961m）登頂[4]

## 著書・著作・監修類
- the MOGUL!三浦豪太のモーグルテクニック

## メディア出演
- 地球紀行「2週連続 ガラパゴス スペシャル」（BS朝日） - ナビゲーター[5]
  - 第1弾「ゾウガメ・イグアナ・赤道ペンギン… 〝ダーウィンの島〟で進化の奇跡を見た!」（2015年11月7日）
  - 第2弾「奇跡の動物たちを守れ!世界遺産〝ダーウィンの島〟共生の物語」（2015年11月14日）
- 住んでる人が見たい!「世界の超!絶景ハウス」（テレビ東京） - リポーター
- 情報プレゼンター とくダネ!（フジテレビ、2018年2月8日） - 平昌五輪特集の中継ゲスト
なお、出演当日の番組内で三浦の経歴を紹介した際、父・雄一郎を誤って「故人」とする字幕スーパーを表示してしまい、その直後、司会の小倉智昭が謝罪する一幕があった[6]。
- PON!（日本テレビ、2018年3月1日）[7]
- 激レアさんを連れてきた。（テレビ朝日、2020年5月30日)